# Å, Moskenes kommun

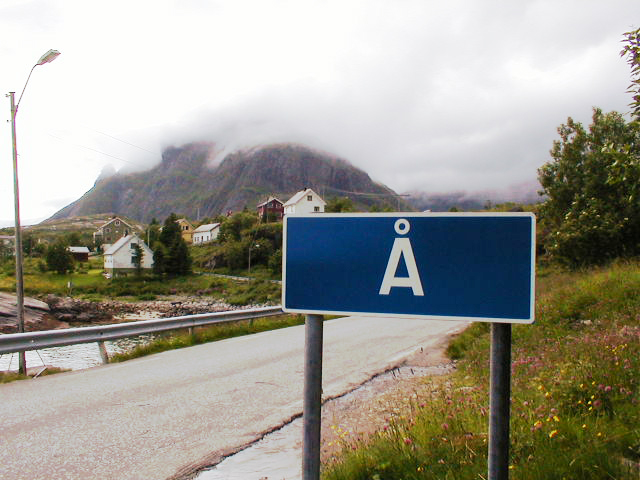
Vägskylt för byn Å i Lofoten.

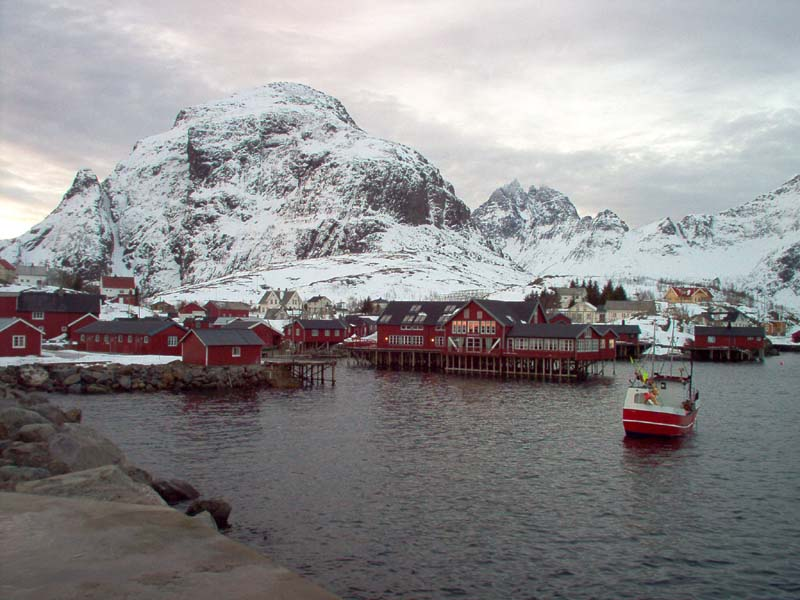
Vy över Å.

Å är en by i Moskenes kommun i Nordland fylke i norra Norge. Byn är den västliga ändpunkten på Europaväg 10.
Å var fram till slutet av 1990-talet ett fiskeläge med omfattande produktion av torrfisk och med ett trankokeri. 
I samhället finns museerna Lofoten Tørrfiskmuseum, som visar Lofotens fiskehistoria med den torkade fiskens utveckling och Norsk Fiskevaersmuseum, med utställningar om livet i Lofotens fiskelägen under 200 år.

## Bilder

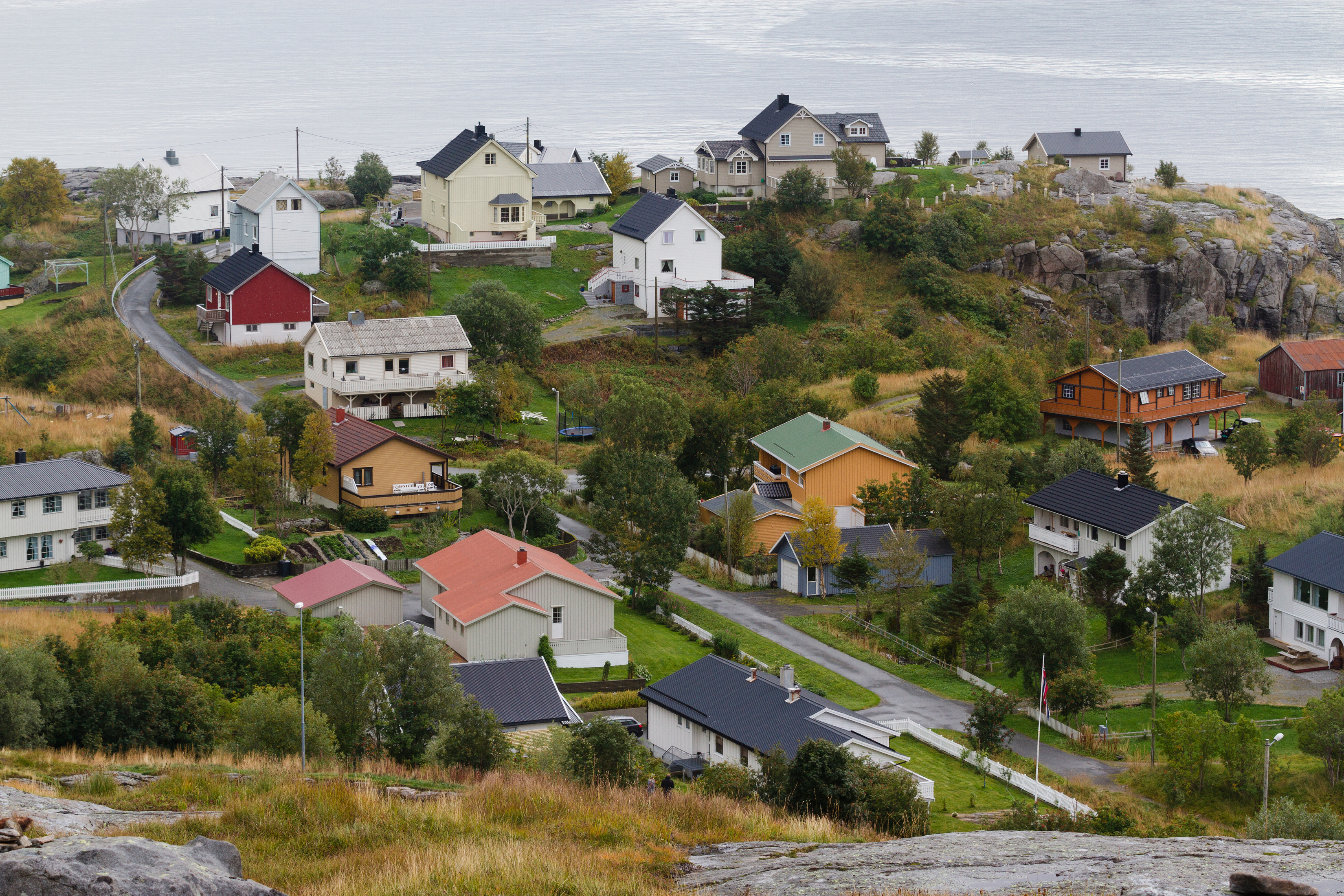
Bostadsområde i Å.
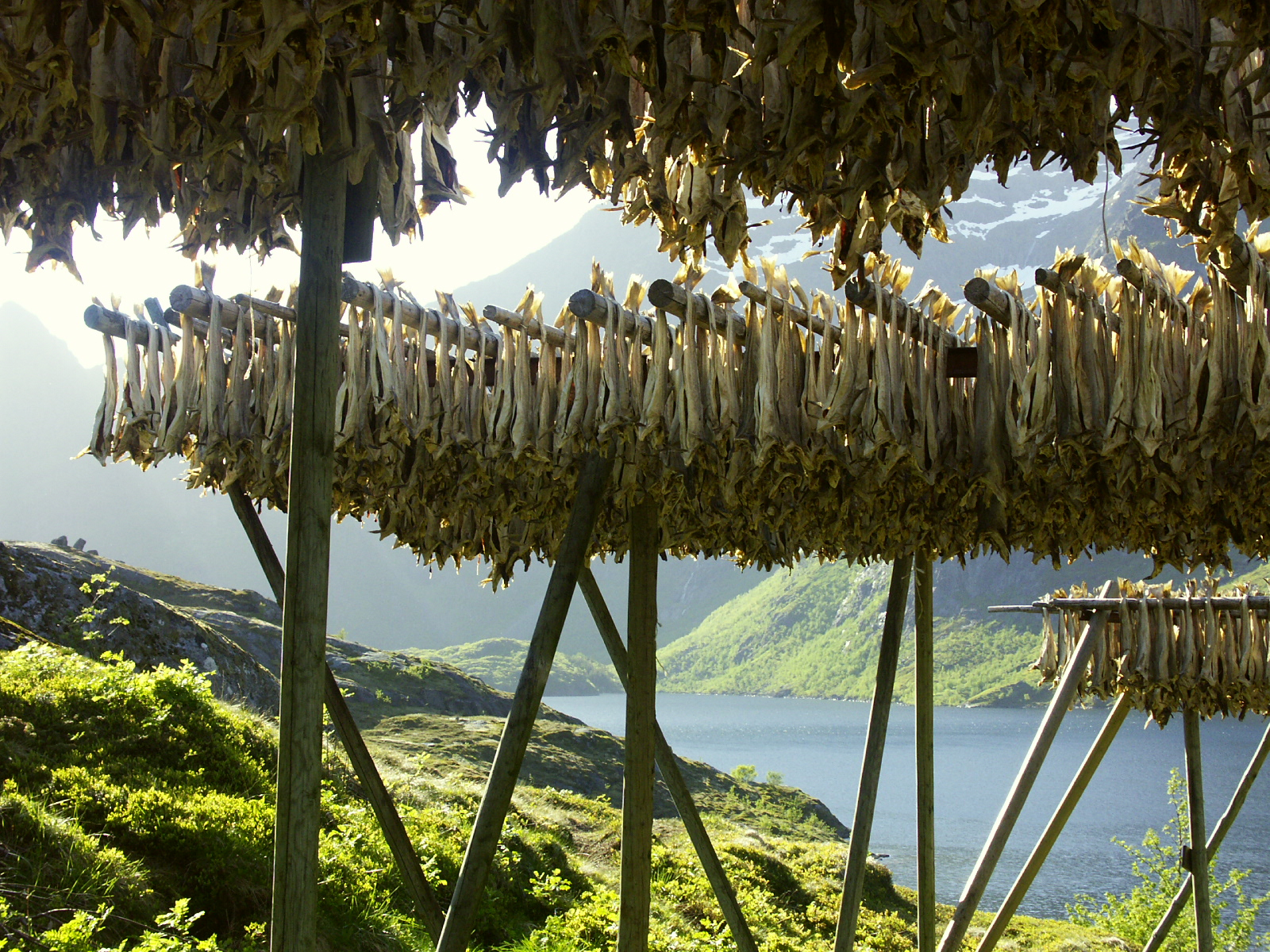
Torkning av fisk på stock i Å .
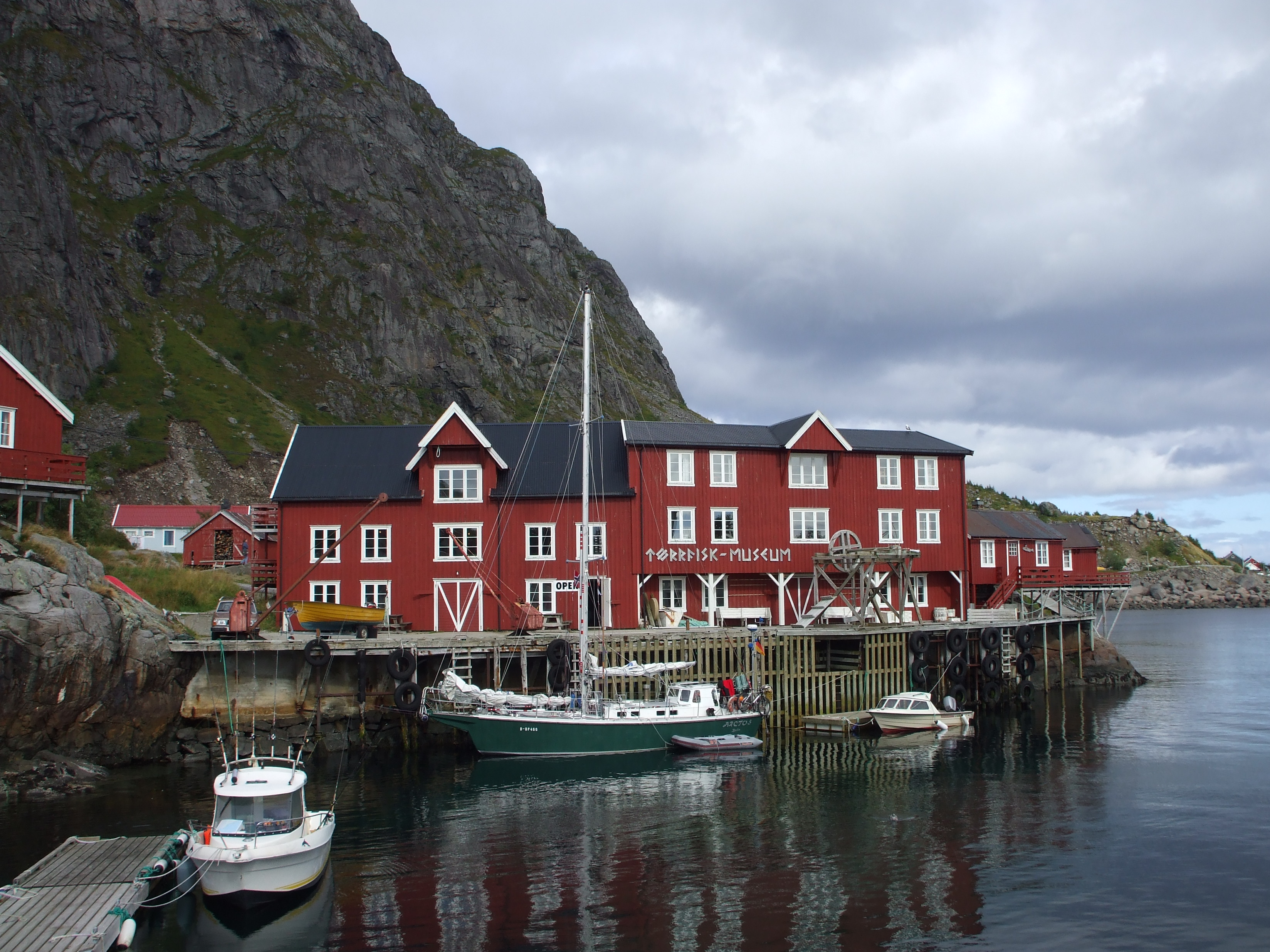
Lofoten Tørrfiskmuseum.
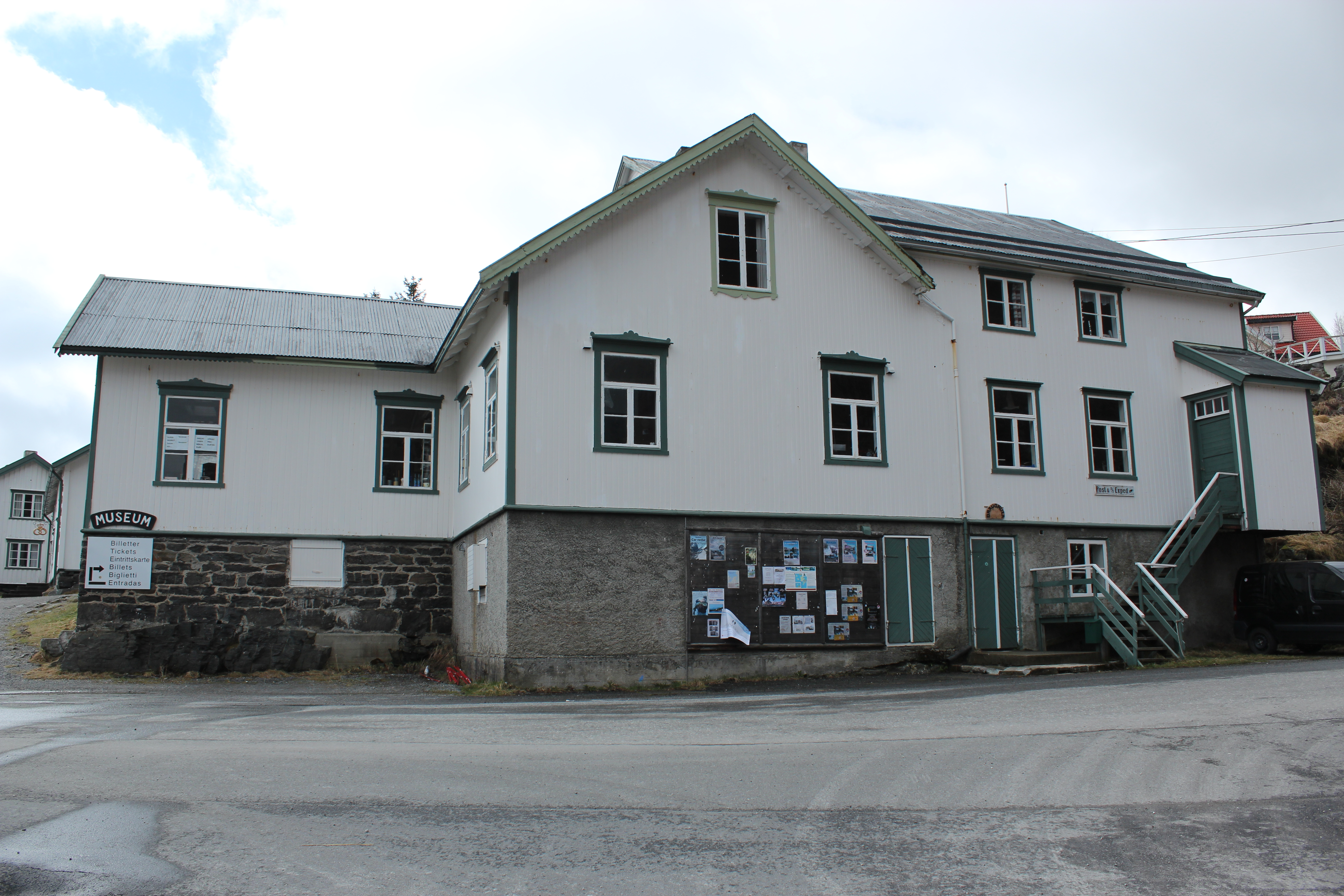
Norsk Fiskeværsmuseum.
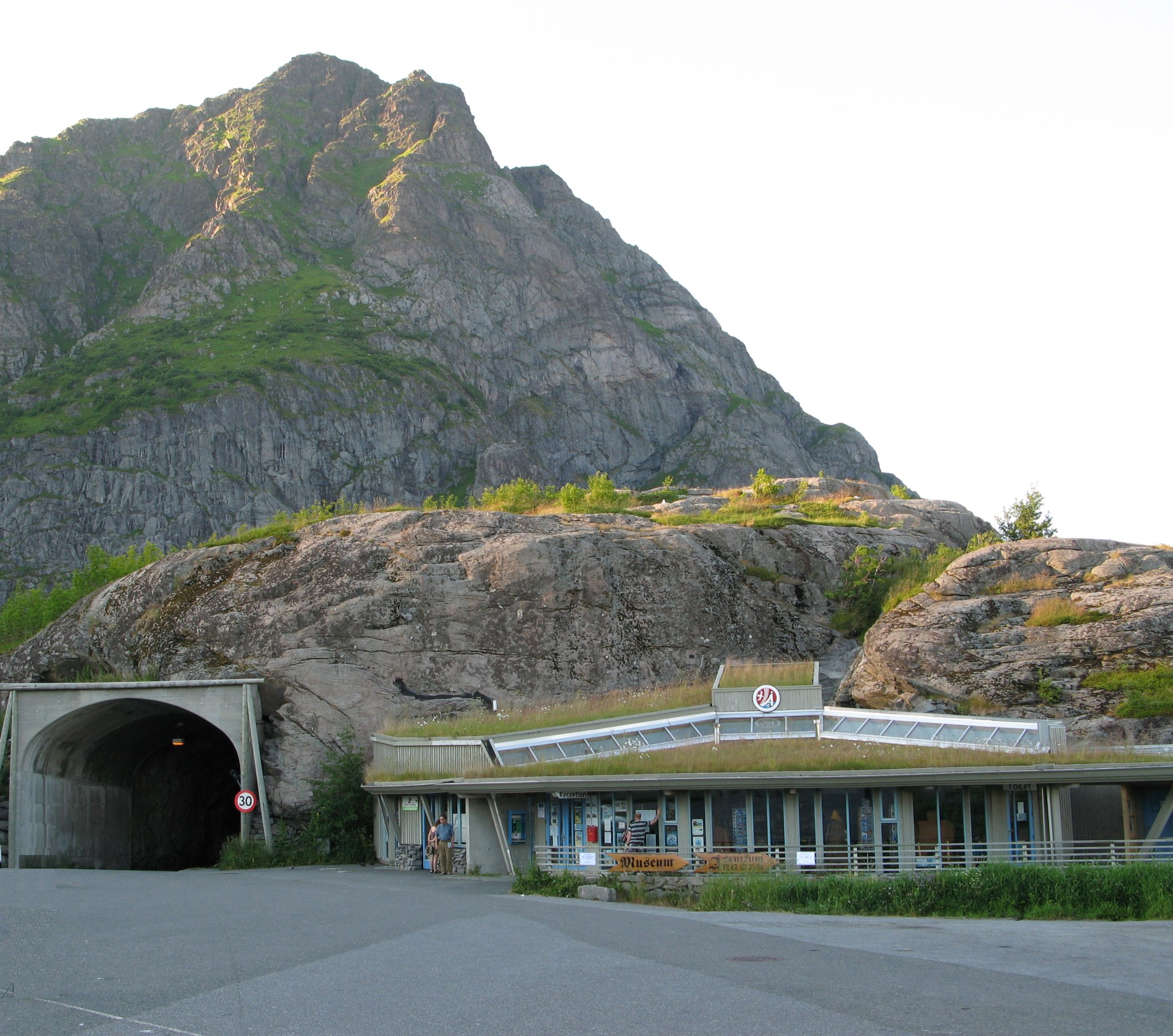
Åtunneln.
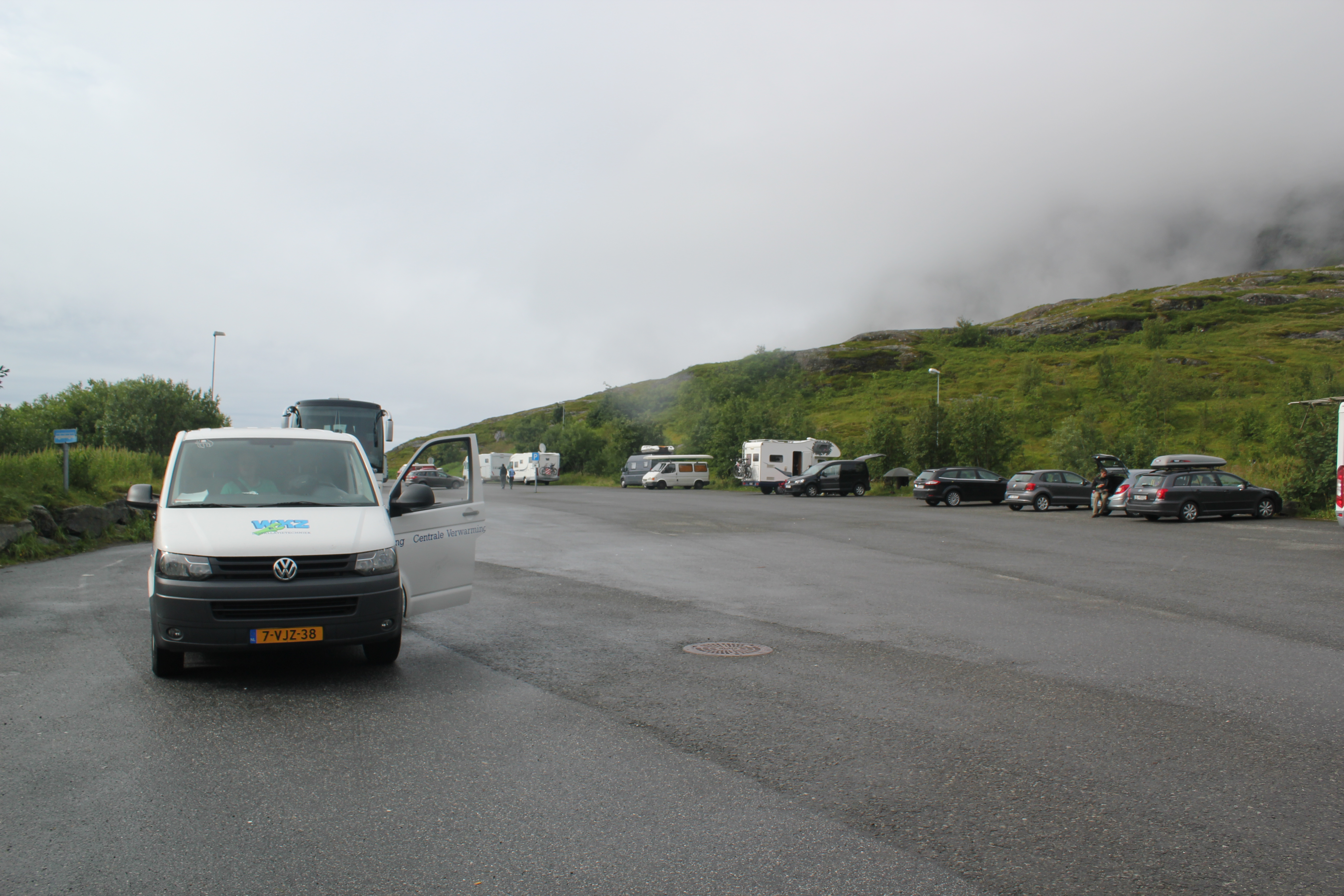
Parkeringsplatsen i Å, som är ändpunkt för Europaväg 10.
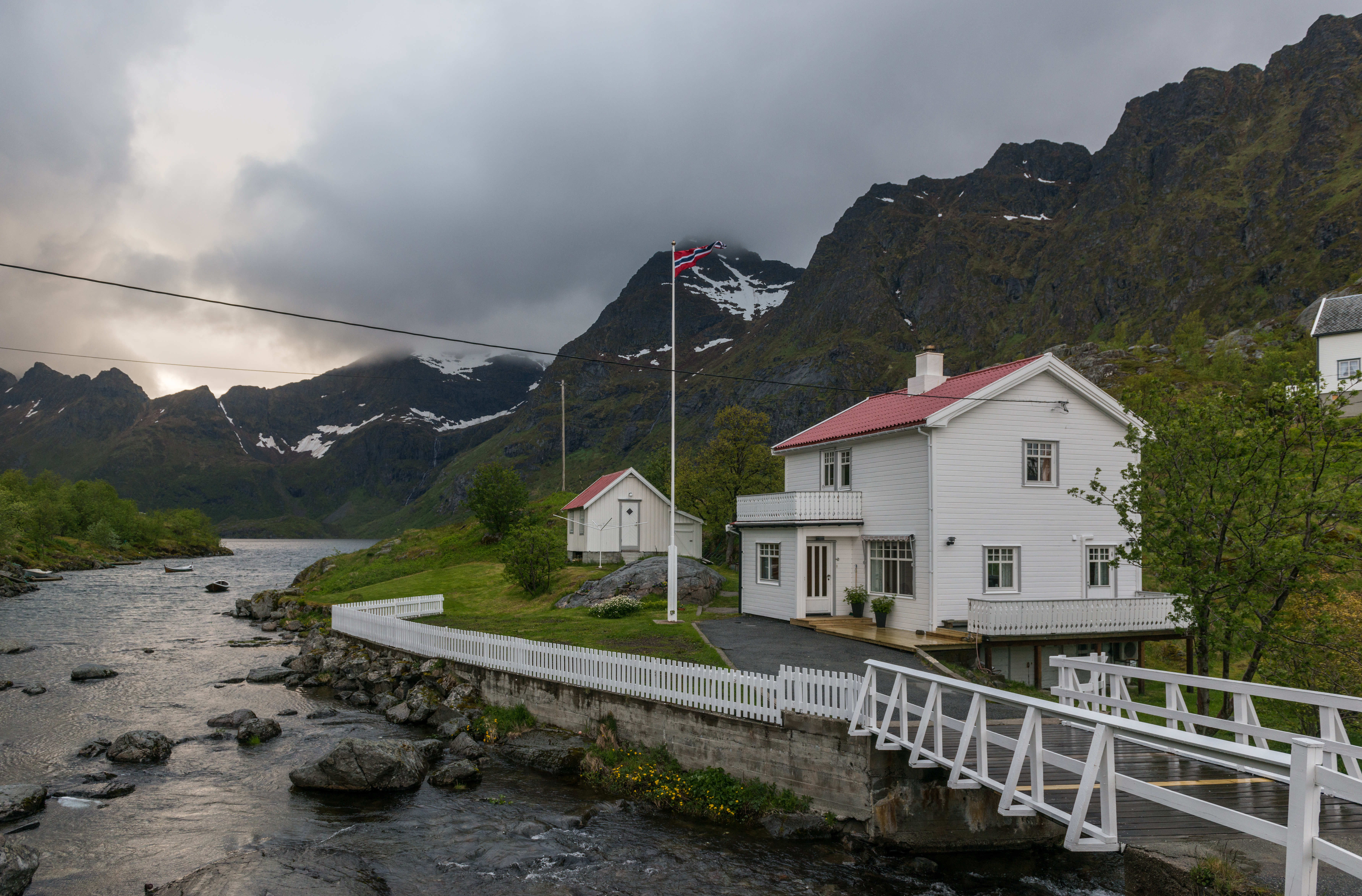
Hus vid Ågvatnet.